# Podklasztor (gmina)
Podklasztor (do 1877 i po I wojnie światowej Krasnobród) – dawna gmina wiejska występująca pod tą nazwą przejściowo w końcu XIX wieku na Lubelszczyźnie. Siedzibą władz gminy był Podklasztor.
Poprzedniczką gminy Podklasztor była gmina Krasnobród, która za Królestwa Polskiego należała do powiatu zamojskiego w guberni lubelskiej (gmina Krasnobród występuje pod tą nazwą ostatni raz w Dzienniku Praw z 1869). W 1877 roku nazwę gminy zmieniono na gmina Podklasztor.
Wykaz gmin z 1911 podaje ponownie nazwę gmina Krasnobród, co onzacza, że jednostka musiała zmienić nazwę pomiędzy 1895 a 1911.